# StEG 32.5
Die StEG 32.5 waren Dampflokomotiven der Staats-Eisenbahn-Gesellschaft (StEG), einer privaten Eisenbahngesellschaft Österreich-Ungarns.
Eigentlich waren hier mehrere, leicht unterschiedliche Engerth-Lokomotiven in einer Reihe vereinigt.
Die entsprechenden Beschreibungen finden sich daher in unterschiedlichen Artikel.
Im Detail handelt es sich um folgende Lokomotiven:
- 3251–3255
- 3256–3259
- 3260–3266
- 3267